# Günserode
Günserode è una frazione del comune tedesco di Kyffhäuserland.